# 艾捷克
艾捷克（維吾爾語：غىجەك‎）是维吾尔族、乌兹别克族等中亚民族中流行的传统弓弦乐器。在清代宫廷回部乐中被称为“哈尔扎克”。艾捷克根据形制、流传地域大致可分为多朗（刀郎）艾捷克、改良艾捷克、哈密艾捷克等，其中多朗艾捷克音韵明亮但飘渺，改良艾捷克音域较宽，音高响亮，哈密艾捷克音韵明亮且清晰。
多朗艾捷克多用于演奏多朗木卡姆（刀郎木卡姆）、民间麦西热甫以及给维吾尔族达斯坦伴奏；改良艾捷克除了这些演奏以外，还是十二木卡姆的主要伴奏乐器之一，也是维吾尔民族乐队主要的弓弦乐器；哈密艾捷克则多在哈密木卡姆及维吾尔族民乐中演奏。其中“哈密维吾尔族艾捷克艺术”被收录入《新疆维吾尔自治区非物质文化遗产项目名录》。

## 乐器起源
从中亚地区到非洲北部，都存在有形制类似艾捷克的古乐器，比如西亚广泛分布的卡曼恰。古波斯音乐中，又将卡曼恰成为艾捷哈克（Ghizhak），和如今的艾捷克名称相近。但这些乐器和如今维吾尔族等中亚民族所演奏的艾捷克相比，除克什米尔等地的卡曼恰外，基本不存在共鸣弦，只有1到4根主奏弦。
艾捷克的起源说法多样，其中主流观点是其源自于波斯，因15世纪，帖木儿帝国时期的绘画中，波斯卡曼恰和如今的多朗艾捷克性质非常类似。其他的观点包括：艾捷克源自阿拉伯人对突厥人的称呼——音译为“艾捷姆”，艾捷克便是艾捷姆使用的乐器。其二是源自印度，原因是用弓摩擦琴弦使乐器鸣响的方法源自印度。其三是认为艾捷克是粟特人使用的乐器。其四是艾捷克自成体系，并非其他地区传入。其五为艾捷克是受到波斯文化、蒙古文化、中原文化等多重影响的产物。除此之外，也有关于艾捷克起源的传说：姑娘收到小伙子从波斯带来的琴，为纪念小伙子，姑娘将琴命名为艾捷克。
总之，艾捷克在历史上基本是与其他类似乐器相互融合、共同发展，逐渐成如今的形制。到清代，其形制基本与现在能见到的艾捷克一致。艾捷克被列为清宫廷回部乐之一。在《御制律吕正义后编》中称其为“哈尔扎克”，《御制五体清文鉴》则称其为“额依艾捷克”。

## 乐器分类

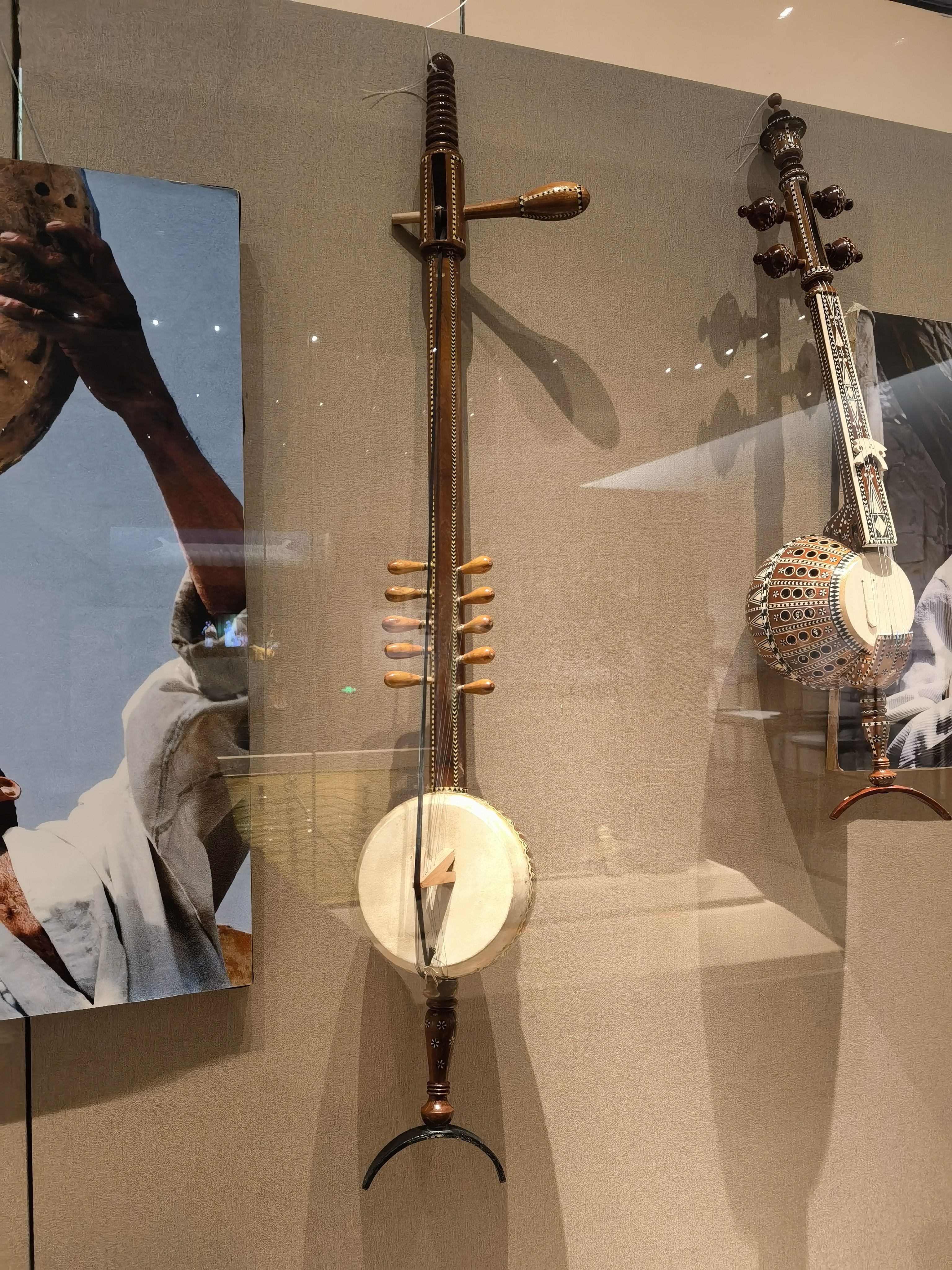
左侧的便是麦盖提的多朗艾捷克，可见10根共鸣弦弦轸

以形制、流传地域区分艾捷克，大致可分为三类：多朗（刀郎）艾捷克、改良艾捷克、哈密艾捷克。但也有如热瓦普艾捷克、龟兹艾捷克、安集延艾捷克等已经罕见或消亡的种类。

### 多朗艾捷克
多朗艾捷克是古老的乐器种类。现主要在南疆地区麦盖提县、巴楚县、阿瓦提县、莎车县等多朗人（刀郎人）分布较多的地区流行。多朗艾捷克可在不同的演出中演奏，在维吾尔族达斯坦、民间麦西热甫、多朗木卡姆（刀郎木卡姆）的表演中，多朗艾捷克都是主要伴奏乐器之一。多朗艾捷克音色厚实、嘶哑、粗涩。
多朗艾捷克通常长约105厘米，琴首造型多样，下半部背面有弦槽。常见的多朗艾捷克或有1个弦轸在琴左侧，或有左右两侧各1个弦轸，左右各一时，一为主奏弦，另一为装饰。琴首、琴杆通常为圆柱状，琴杆两侧则是共鸣弦弦轸，其下端套有铁箍。琴箱为钵形或半球形，蒙马皮或驴皮。铁琴脚从箱底传入与琴杆相连。共鸣弦因地区不同，数量有所差异。麦盖提县一带的多朗艾捷克有10根共鸣弦，分置琴杆两侧；哈密市一带的多朗艾捷克则有14根共鸣弦，琴杆两侧各7根。多朗艾捷克音域分两种c1-c2或d1-d2。
多朗艾捷克因主奏弦数量不同还可分为二弦艾捷克和三弦艾捷克，其中二弦艾捷克又另有5根金属共鸣弦的种类。不过二弦艾捷克较为罕见。三弦多朗艾捷克是20世纪30-40年代南疆民间艺人从二弦多朗艾捷克改制而来，无共鸣弦。

### 改良艾捷克

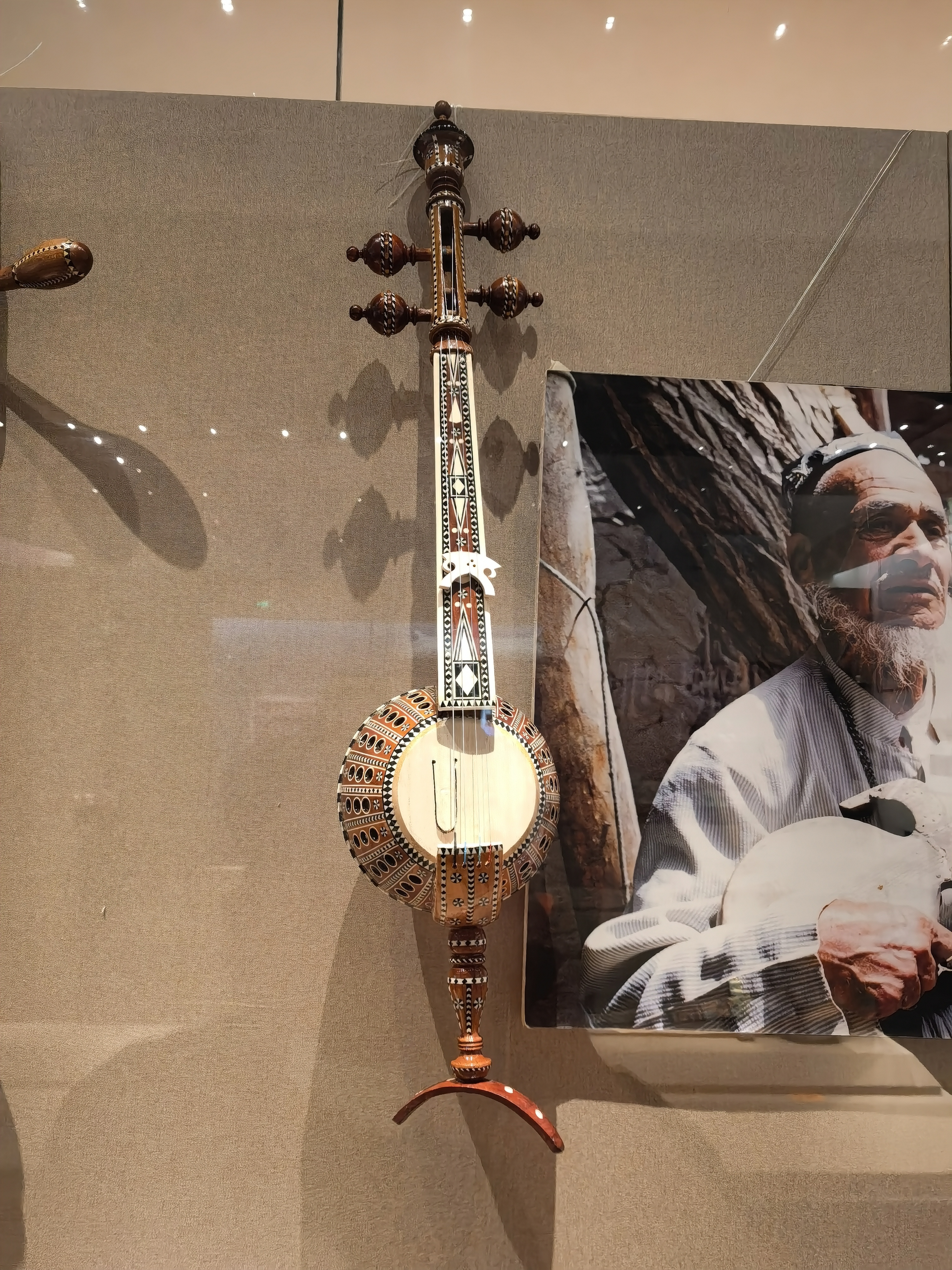
改良艾捷克

改良艾捷克，也被称为四弦艾捷克，是流行于新疆各地的乐器。改良艾捷克是从三弦艾捷克的基础上改良而来。20世纪50年代初，在新疆南疆党委宣传部文艺科科长麦苗的主持下，当时的南疆文工团演奏员段蔷以三弦艾捷克为基础，设计出改良艾捷克，琴匠赛买提·阿不都拉制作了第一把改良艾捷克。在新疆首届文艺工作者代表大会汇演时，改良艾捷克得以推广并逐渐在全疆普及。在北疆地区，改良艾捷克替代了斯克里泼卡（一种类似提琴的乐器）成为十二木卡姆的主要伴奏乐器之一。改良艾捷克也在各大团体的维吾尔民族乐队中成为主要的弓弦乐器。
改良艾捷克体型与多朗艾捷克无太大差异，主要是共鸣箱更大。相比于多朗艾捷克，改良艾捷克增加了按弦指板。改良艾捷克琴长约80厘米，4根主奏弦，无共鸣弦，琴首左右各置2个弦轸。改良艾捷克共鸣箱为半球形，蒙有开“U”形音孔的木质面板。后壁开有若干圆形音孔。共鸣箱内有皮质共鸣膜，膜面有音柱与共鸣箱相接。琴底部有呈倒“Y”形可转动支架。改良艾捷克的弓以小提琴琴弓为主。改良艾捷克还有中音艾捷克、低音艾捷克两种以音高区分的种类，其中低音艾捷克共鸣箱由木板胶拼而成，个体较大。
改良艾捷克设计定音f c1 g1 d1，实用改良艾捷克主奏弦定弦为g d1 a1 e1，各弦之间音高距5度，音域为g～g3或a4，改良艾捷克音色清晰、甜美，稍显单薄。中音艾捷克，也按5度关系定弦，即c g d1 a1，音域c～c3，音韵明亮；低音艾捷克同样以5度关系定弦，主奏弦定弦G d a e1，音域G～g2，音韵浑厚。改良艾捷克音域得到扩展，音量得到增加，演奏技巧也因琴弦、琴弓的变化而有所拓展，音乐的表现力更加丰富。改良艾捷克除了能演奏多朗艾捷克的各类表演完，更能参与到独奏曲和协奏曲等具有难度的演奏中。

### 哈密艾捷克

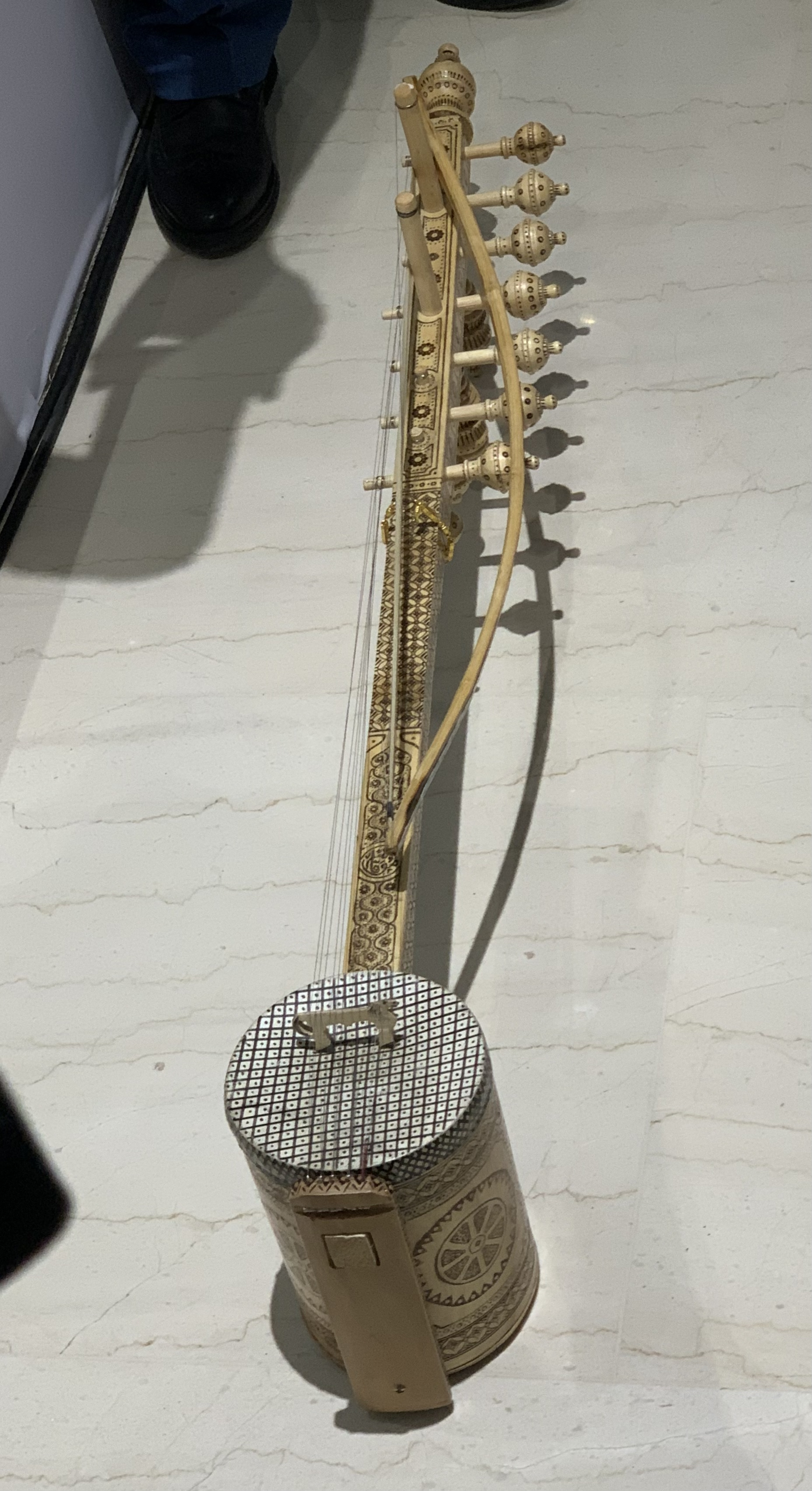
哈密艾捷克

哈密艾捷克仅流行于哈密市，且历史悠久。虽名为艾捷克，但无论是形制还是历史都和其他艾捷克大相径庭。哈密艾捷克共鸣箱多为圆筒形且多由金属制作，与其他艾捷克的半球形的木质共鸣箱不同。哈密艾捷克的琴弓位于主奏弦之间，而其他艾捷克则琴和琴弓分开。哈密艾捷克在历史上受波斯等地卡曼恰的影响，比受到中原包括二胡在内的胡琴影响要小。故哈密艾捷克也被称为胡胡子、哈密胡琴。哈密艾捷克的定弦因弦数、地区、制作人员不同差异较大。哈密艾捷克音色清亮、松弛、稍带金属声。是演奏哈密木卡姆及《沙地亚》等维吾尔族民间音乐常用的乐器。
哈密艾捷克是2007年首批《新疆维吾尔自治区非物质文化遗产项目名录》中的项目，名为“哈密维吾尔族艾捷克艺术”。

### 已罕见或消亡的艾捷克
热瓦普艾捷克形如热瓦普，即共鸣箱上有一对牛角状耳。热瓦普艾捷克用弓演奏，音色与其他艾捷克相近。曾流行于新疆南疆地区，现已罕见。
龟兹艾捷克流行于今库车市一带，曾在民间音乐中广泛应用，20世纪50年代开始逐渐消亡。《御制五体清文鉴》中称其为“旧孜艾捷克”。龟兹艾捷克琴体主要由桃木或杏木制作。琴首扁平，共7个弦轸，二左五右。琴杆断面为半圆形。有17品，用丝弦捆扎而成。琴筒是小铎锯割、蒙马皮而成。演奏时演奏弦、共鸣弦同时发声，音韵娓娓略闷。音域g-d2。
安集延艾捷克曾在维吾尔、乌兹别克民众聚居的地方广泛流布，用于乐舞及演唱伴奏。20世纪50年代后开始消亡。安集延艾捷克通体以梨木或小叶杨等制作。琴首造型多样，下开左右各二的弦轸。琴杆为圆柱形，贯穿琴箱和琴脚套结。琴箱为半个橄榄球的形状，蒙驴皮或马皮。演奏持琴与多朗艾捷克蕾丝。音韵明快、响亮。音域f-g3。

## 乐器演奏
多朗艾捷克和改良艾捷克演奏姿势类似，但哈密艾捷克的演奏姿势略有不同。演奏多朗艾捷克或改良艾捷克时，常采用坐姿，挺胸抬头。琴多置于左腿上，琴体可以自由活动。左手持琴杆，右手执弓；左手指尖轻触琴弦，通过揉、滑、颤、带等技法演奏。右手可以运用不同的弓法。低音改良艾捷克演奏姿势和方法则与大提琴的演奏姿势和方法类似。而哈密艾捷克首先采取跪坐姿，琴筒置于左腿，使用手指第一关节处轻触琴弦演奏。

## 乐器制作
制作现代形制的艾捷克常用木材为杏木，因其木质硬，密度高，干燥且共鸣好。但也有使用枣木、桑木、核桃木等其他木材制作的艾捷克。制作现代形制的艾捷克常用胶为适合粘和木材的皮胶，不过也使用鱼胶、塑料胶。现代艾捷克用钢丝弦代替了传统的马尾、肠弦。改良艾捷克会使用杏木、梧桐木制作琴码，用松木制作音柱。传统手工制作艾捷克工艺常用的工具包括锯、斧、刨子、刻刀、锉等，随着工业的发展，旋切机，切割带、木床等工具会被用在制作艾捷克等民间乐器上。随着交通和信息的发展，乐器作坊和材料市场形成产业链，形制大致相同的部件无需人工制作，这也导致现今市场上艾捷克等乐器的形制相对统一。
制作现代形制的艾捷克工艺，制作共鸣箱时先将木材切割为比预计尺寸稍大的立方体木块，后利用厚纸壳做成的模板标记尺寸，再通过大型削木床将木块削成半球形。其后利用特殊钻头，将半球形木块调整为厚度适当的共鸣箱箱体。在表面涂木器漆后，干燥存放。待艾捷克其他部件制作完成后，组装成完整的乐器。艾捷克的制作也注重装饰，表面装饰的工艺包括镶嵌和雕刻，其中雕刻包括线雕和浮雕。艾捷克装饰材料多选择骆驼骨、牦牛角、黑白塑料等，在艾捷克琴头、弦轸、琴杆、共鸣箱、拉弦板、底柱部分都可以进行装饰。

## 名师大家
当代艾捷克演奏员名家辈出，如国家一级演奏员、新疆歌舞团民乐队队长艾克热木·吾买尔；中央民族歌舞团艾捷克演奏员阿地力·阿不力孜；师从艾捷克大师西尔艾力、新疆歌舞团首席艾捷克演奏家古丽娜尔·伊明等。艾克热木·吾买尔和阿地力·阿不力孜曾先后在中国中央电视台音乐频道的《风华国乐》节目中演奏艾捷克曲目《幸福的时代》《吾夏克木卡姆》。